# 3880 Кайзерман
3880 Кайзерман (3880 Kaiserman) — астероїд головного поясу, відкритий 21 листопада 1984 року.
Тіссеранів параметр щодо Юпітера — 3,835.